# Les Derniers Tyrans
Les Derniers Tyrans (Space Seed) est le vingt-deuxième épisode de la première saison de la série télévisée initiale Star Trek. Vingt-quatrième épisode à avoir été produit, il fut diffusé pour la première fois le 16 février 1967 sur la chaîne NBC.
Le capitaine Kirk et ses collègues réveillent un surhomme, génétiquement modifié, placé en biostase depuis trois siècles : Khan Noonien Singh, dit « Khan ». Celui-ci veut récupérer au XXIIIe siècle un pouvoir perdu au XXe siècle, et pour atteindre son but, il compte s'emparer de l'USS Enterprise.

## Distribution

### Acteurs principaux
- William Shatner : James T. Kirk (VF : Yvon Thiboutot)
- Leonard Nimoy : Spock (VF : Régis Dubost)
- DeForest Kelley : McCoy
- Nichelle Nichols : Uhura
- James Doohan : Scotty

### Acteurs secondaires
- Ricardo Montalbán : Khan Noonien Singh
- Madlyn Rhue : lieutenant Marla McGivers
- Blaisdell Makee : Spinelli
- Mark Tobin : Joaquin
- Kathy Ahart : femme d'équipage
- John Winston : technicien de Transport

## Résumé
Le vaisseau spatial USS Enterprise découvre un vaisseau nommé le « Botany Bay » flottant dans l'espace. Celui-ci fut lancé depuis la Terre dans les années 1990, une époque connue, dans l'univers de Star Trek, comme celle des Guerres Eugéniques. L'équipe chargée d'explorer le vaisseau est composée du capitaine Kirk, du docteur Leonard McCoy, de l'ingénieur-chef Montgomery Scott et de la lieutenante spécialiste en histoire Marla McGivers. Ils y trouvent 72 personnes dont les corps sont en biostase depuis 200 ans. McGivers y trouve un homme qu'elle identifie comme étant le chef et celui-ci est emmené à l'intérieur de l'Enterprise en attendant que le reste des hommes du vaisseau se réveillent. Marla McGivers est immédiatement fascinée par l’homme.
Le Botany Bay est tracté par l'Enterprise qui fait route vers la base spatiale 12. Dans l'infirmerie, l'homme se réveille et menace la vie du docteur McCoy qui reste stoïque face à l'agression. Impressionné par son courage, il le relâche et accepte de se présenter sous le nom de « Khan ». M. Spock fait une recherche dans les bases de données qui lui révèlent que leur invité n'est autre que Khan Noonien Singh, un des humains génétiquement modifiés de la fin du XXe siècle. Ceux-ci furent des seigneurs de guerres et conquirent le tiers de la planète Terre lors des Guerres Eugéniques. Si près de 80 des 90 super-humains furent tués à la fin de la guerre, Khan, qui passait pour disparu, est listé comme étant l'un des plus dangereux.
Alors que Khan est placé sous garde dans ses quartiers, il séduit Marla McGivers et lui demande de l'aider. Elle aide Khan à rejoindre par téléportation le Botany Bay où celui-ci réanime le reste de son équipage. De retour sur l'Enterprise, ils prennent le contrôle du vaisseau et placent Kirk à l'intérieur d'une chambre de décompression où il est soumis à une pression censée le faire mourir. Choquée par l'attitude de Khan, McGivers libère à temps le capitaine de la chambre. Kirk, avec l'aide de Spock, réussit à ventiler un gaz qui endort les hommes de Khan. Celui-ci arrive dans la salle des machines de l'Enterprise et tente de saboter le vaisseau, mais Kirk, à l'issue d'une bagarre au corps au corps, parvient à l'arrêter à temps.
L'épisode se termine sur une scène de cour martiale où le capitaine Kirk décide du sort de Khan et de ses hommes. Ceux-ci, à l'image des hommes qui ont peuplé l'Australie, sont envoyés sur Ceti Alpha V, une planète déserte mais habitable qu'ils pourront coloniser. Le capitaine lui ayant donné le choix, McGivers décide de suivre Khan. Une fois le procès fini, Spock propose qu'il serait intéressant de revenir sur Ceti Alpha V dans cent ans pour voir ce qu'il en sera advenu.

## Autour de l'épisode

### Première apparition de Khan
Cet épisode marque la première apparition du personnage de Khan Noonien Singh, personnage central du film dérivé de la série, Star Trek 2 : La Colère de Khan. Lorsque le réalisateur Harve Bennett fut engagé pour filmer une suite à Star Trek, le film celui-ci n'avait jamais vu d'épisode de la série. Après avoir vu l'intégralité de la série, il s'arrêta sur le personnage de Khan estimant qu'il s'agissait du méchant idéal pour une suite. Celui-ci ayant trouvé que le premier film manquait d'antagoniste. Toutefois il existe de nombreuses incohérences entre l'épisode Les Derniers Tyrans et le scénario du film.

### Les Guerres Eugéniques
L'épisode fait mention pour la première fois de guerres s'étant déroulé dans l'univers de Star Trek intitulées "Les guerres eugéniques" et prenant place entre 1992 et 1996. Selon Michael et Denise Okuda, les auteurs du livre Star Trek Chronology, il s'agit d'un des principaux changement entre notre univers et celui de Star Trek. La guerre sera mentionnée à nouveau dans un épisode du dessin animé Star Trek nommé L’Éternel Vulcain où un le clone d'un scientifique de l'époque, le Dr Stavos Keniclius, fait son apparition. Dans la série dérivée Star Trek: Deep Space Nine le personnage du Dr Bashir est lié aux guerres eugéniques, toutefois il est plusieurs fois mentionné (ainsi que dans le film Star Trek : Premier Contact) que les guerres eugéniques ont eu lieu en 2050, repoussant la date initialement mentionnée.
Trois épisodes de la quatrième saison de la série dérivée Star Trek: Enterprise : Les Améliorés, Les Embryons et Poursuite ont pour antagonistes un groupe de surhumains issue d'embryons issus de la même période que Khan et les siens,. Cet épisode est directement en lien avec Les Derniers Tyans et le film Star Trek 2, les producteurs souhaitant à l'époque délibérément s'inspirer de la série originale de Star Trek dans l'espoir d'augmenter les audiences,.

### Écriture

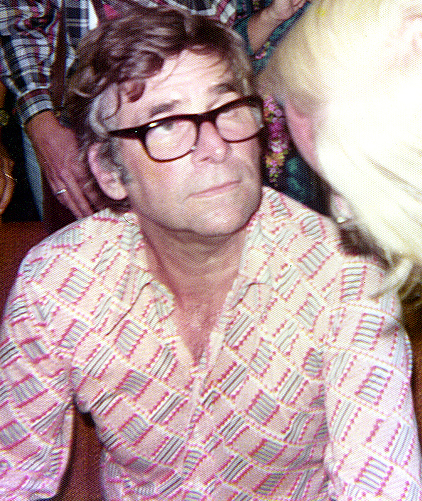
Le syndicat des scénaristes des USA refusa de créditer Gene Roddenberry comme scénariste de cet épisode.

### Casting

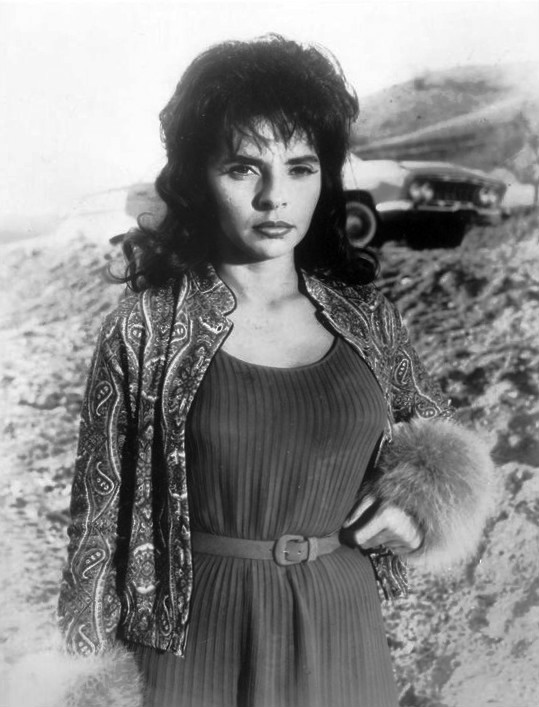
Madlyn Rhue (en 1961) joue le Lieutenant Marla McGivers dans l'épisode "Les Derniers Tyrans."

## Accueil critique

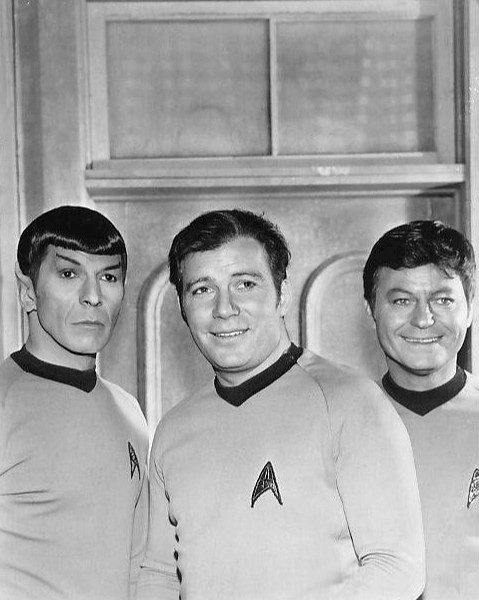
Spock, Kirk et McCoy (de gauche à droite).